# Ján Mráz (ur. 1940)
Ján Mráz (ur. 29 sierpnia 1940 w Veľkim Folkmarze) – słowacki inżynier i polityk, wiceburmistrz Koszyc (1986–1990), w latach 1994–1998 minister budownictwa i robót publicznych w rządzie Vladimíra Mečiara.

## Życiorys
Od 1958 pracował na różnych stanowiskach w branży budowlanej. W 1978 ukończył zaocznie studia w Wyższej Szkole Ekonomicznej w Bratysławie. W latach 1986–1990 sprawował funkcję wiceburmistrza Koszyc. Po 1990 pracował jako przedsiębiorca. W latach 1994–1998 zasiadał w rządzie Vladimíra Mečiara jako minister budownictwa i robót publicznych nominowany na tę funkcję przez Zrzeszenie Robotników Słowacji.